# Robert Penn Warren
Robert Penn Warren, född 24 april 1905 i Guthrie i Kentucky, död 15 september 1989 i Stratton i Vermont, var en amerikansk poet, författare och litteraturkritiker.

## Biografi
Warren var tongivande inom nykritiken och medredaktör för Southern Review. Som kulturskribent företrädde han närmast konservativa sydstatsvärderingar. Hans lyrik är formsträng och hans romaner tar ofta upp en moralisk debatt i en historisk miljö.
Hans mest kända roman är Alla kungens män från 1946, som belönades med Pulitzerpriset för skönlitteratur 1947. Han har även vunnit National Book Award, bland annat, för sin poesi.

## Utmärkelser
- Rhodesstipendium,  1928[15]
- Guggenheimstipendiet,  1939[16]
- Shelley Memorial Award,  1943
- United States Poet Laureate[17]
- Guggenheimstipendiet,  1947[16]
- Pulitzerpriset för skönlitteratur, för Alla kungens män,  1947[18]
- Rome Prize,  1957[19]
- Pulitzerpriset för poesi,  1958[20]
- National Book Award,  1958[21]
- Bollingenpriset,  1967[22]
- Pulitzerpriset för poesi,  1979[23]
- Presidentens frihetsmedalj,  1980[24]
- MacArthur Fellows Program,  juli 1981[25]
- United States Poet Laureate[17]
- National Medal of Arts,  1987[26]
- Robert Frost Medal[27]

[Redigera Wikidata]